# ریه میرت

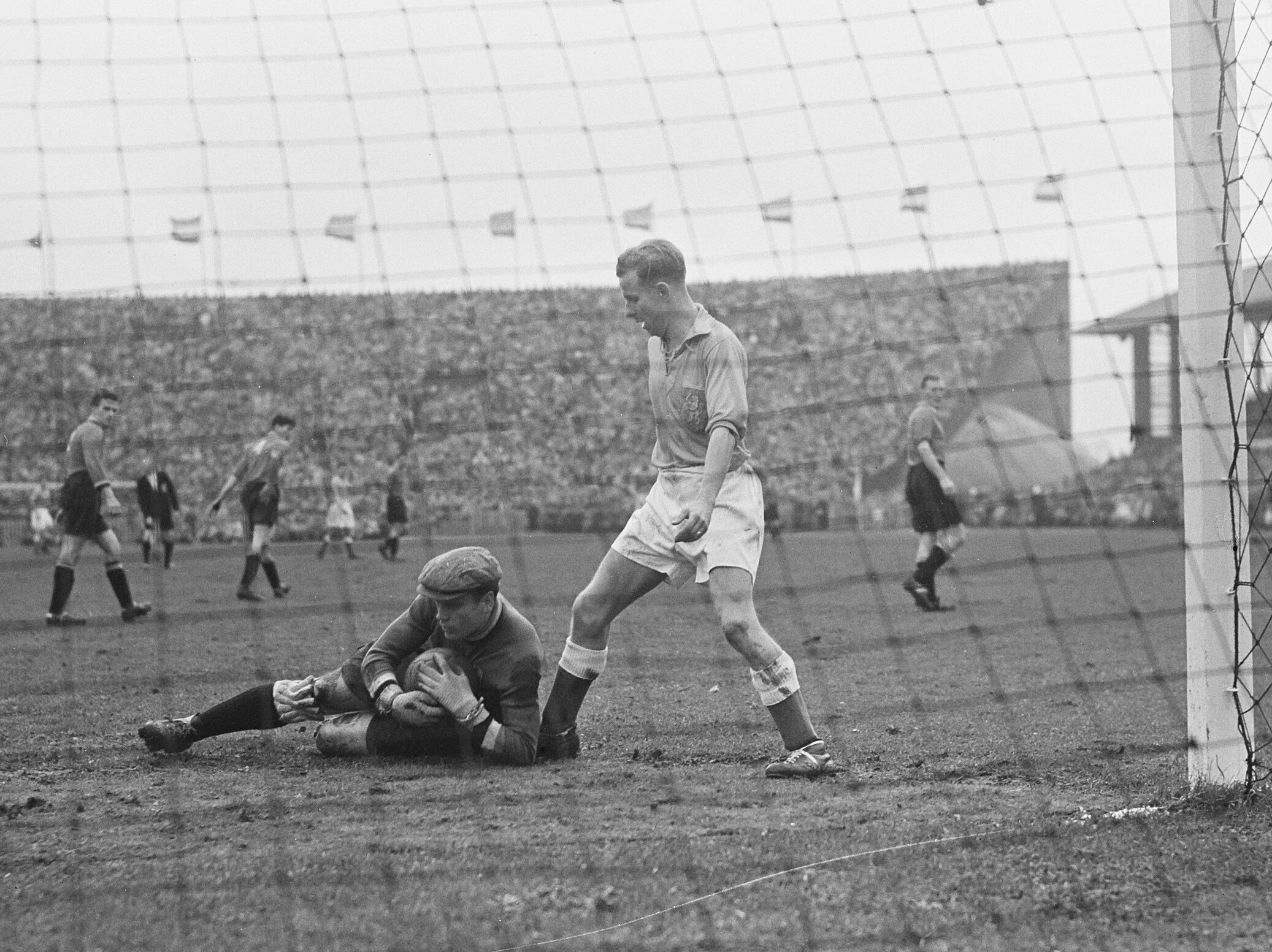
ریه میرت (1950)

ریه میرت (به انگلیسی: Rie Meert) بازیکن فوتبال اهل بلژیک و عضو تیم ملی فوتبال بلژیک است که در تاریخ ۲۴ دسامبر ۱۹۴۴ میلادی اولین بازی ملی‌اش را مقابل تیم ملی فوتبال فرانسه انجام داد. او در ۳۳ بازی ملی حضور داشت و جمعاً ۲۸۵۰ دقیقه برای تیم ملی فوتبال بلژیک به میدان رفت. ریه میرت آخرین بازی ملی خود را در تاریخ ۳۱ مارس ۱۹۵۷ میلادی در برابر تیم ملی فوتبال اسپانیا انجام داد. وی در بازی‌های ملی‌اش گلی به ثمر نرساند.